# Żydowska Komisja Koordynacyjna
Żydowska Komisja Koordynacyjna – tajna organizacja powołana w getcie warszawskim w październiku 1942 roku. Była to federacja Żydowskiego Komitetu Narodowego i Bundu, w skład której weszli delegaci z obydwóch stronnictw. Władze ŻKK tworzyli Icchak Cukierman, Menachem Kirszenbaum i Abrasza Blum. 
W negocjacjach ŻKK z Armią Krajową brali udział Adolf Berman, Izrael Chaim Wilner i Leon Feiner, negocjacje te doprowadziły do oficjalnego uznania przez AK Żydowskiej Organizacji Bojowej. Zadaniem ŻKK było przygotowanie obrony getta na wypadek rozpoczęcia przez Niemców akcji wysiedleńczej, ochrona ludności żydowskiej oraz nadzór nad działalnością ŻOB. ŻKK utrzymywał kontakt z Delegaturą Rządu na Kraj oraz rządem na uchodźstwie, wysyłał także depesze i apele do organizacji żydowskich.